# Yucca Mountain

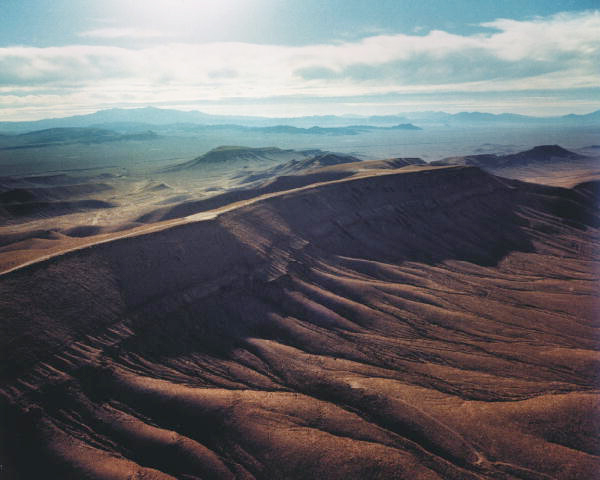
Luftbild der Yucca Mountains

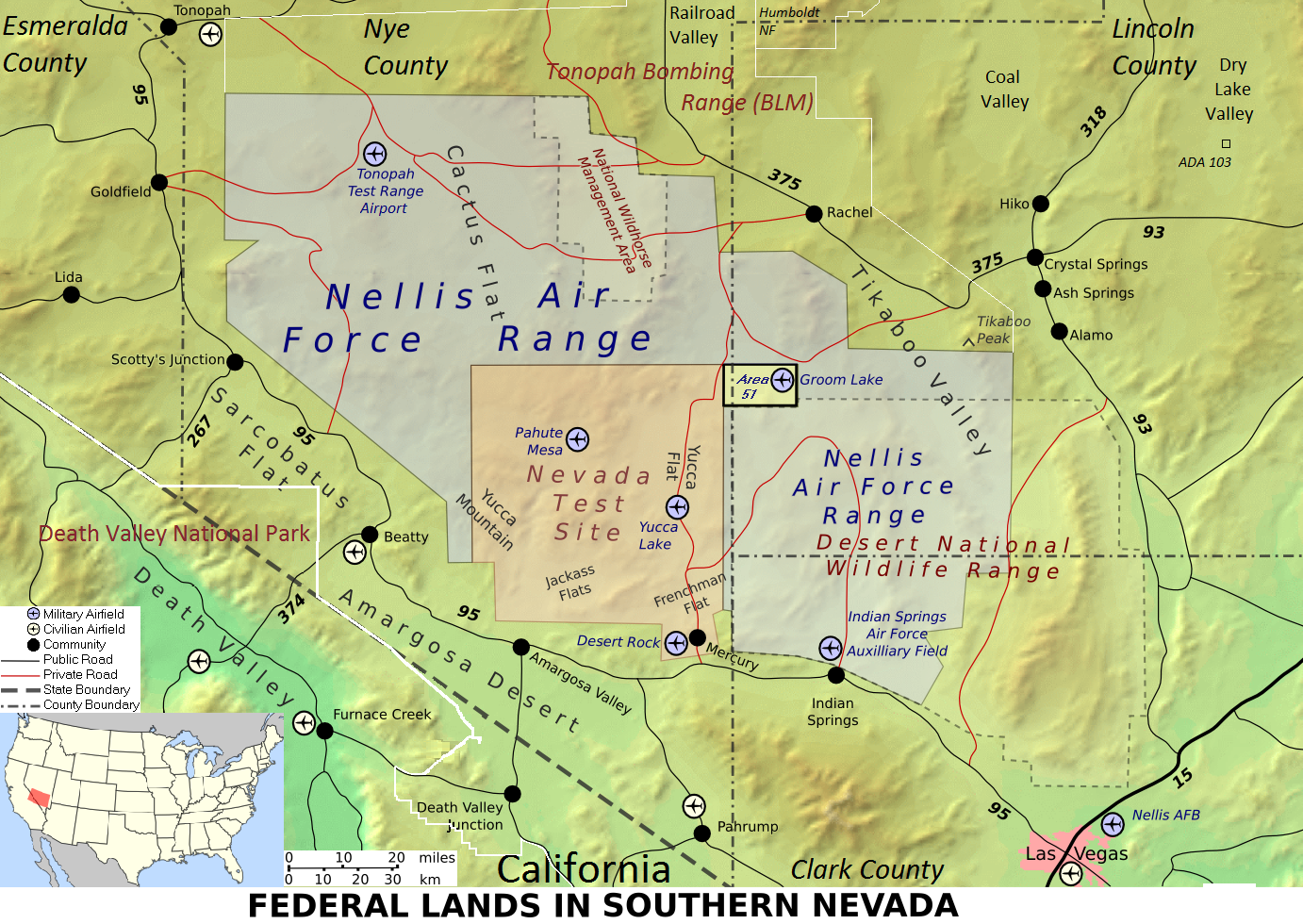
Übersichtskarte

Yucca Mountain ist ein flacher Bergrücken im US-Bundesstaat Nevada, der sich fast 10 km von Süden nach Norden erstreckt. Die Region besitzt ein Wüstenklima mit nur geringen Niederschlägen. Das Gebiet liegt auf dem traditionellen Land der Western-Shoshone-Indianer, denen das Gebiet heilig ist. Yucca Montain wird als Endlager für radioaktive Abfälle in Betracht gezogen.

## Geologie
Der Bergrücken liegt in der Mojave-Wüste. Die Erhebung besteht aus pyroklastischen Sedimenten, zunächst den Resten eines großen Lavaflusses aus dem Miozän, der von Tuff aus der nahen Nevada-Vulkangruppe überlagert wurde. Die Umgebung weist geologische zumeist in Süd-Nord-Richtung verlaufende Verwerfungen auf. Das Endlager würde 280 m unter der Erdoberfläche in Topopah Spring Tuff eingebracht werden.

## Nutzung als Lagerstätte für radioaktiven Abfall
Yucca Mountain wurde als voraussichtlicher Standort eines Endlagers für abgebrannte Brennelemente und hochradioaktive Abfälle ausgewählt. Ursprünglich sollte aus drei Standortalternativen mittels einer vergleichenden Bewertung der beste Standort für die weiteren Untersuchungen ausgewählt werden. Dieses Verfahren wurde jedoch gestoppt, und Yucca Mountain wurde als einziger zu untersuchender Endlagerstandort von der Bundesregierung bestimmt. Planungen sahen eine Einlagerungskapazität von rund 77.000 Tonnen radioaktiver Abfälle vor, darunter 63.000 Tonnen abgebrannte Brennelemente aus kommerziellen Kernkraftwerken, den Rest bilden abgebrannte Brennelemente aus militärisch genutzten Reaktoren und verglaste hochradioaktive Abfälle aus den militärisch genutzten Wiederaufarbeitungsanlagen des Department of Energy (DOE).

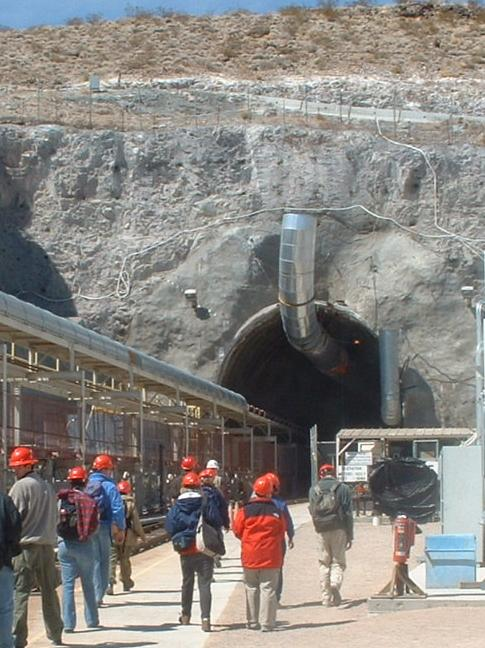
Eingang zum Yucca Mountain

Das geplante Einlagerungsfeld liegt zwischen 200 und 425 m unter der Oberfläche. Das Wirtsgestein ist vulkanischer Tuff. Nach den gestoppten Planungen sollte das Endlager aus großen unterirdischen Hohlräumen mit einer Vielzahl von Verbindungsstollen bestehen, in denen die Abfälle eingelagert werden. Das angelieferte Material wird aus den Transportbehältern entladen und in dichte Endlagerbehälter umgefüllt. Diese werden horizontal in den Stollen eingelagert. Die Wirksamkeit verschiedener technischer Barrieren wird zurzeit vom DOE untersucht.

## Entwicklung nach 2008
Die Eignung und Nutzung von Yucca Mountain als Atommüllendlager ist umstritten. Insbesondere gelten zukünftige Klimaänderungen (feuchtes Klima anstatt Wüstenklima), Erdbeben und Vulkanausbrüche als mögliche Gefahren für das Endlager. Politisch sind alle US-Bundesstaaten – mit Ausnahme von Nevada – für ein Endlager in Yucca Mountain. Dies hätte den Vorteil, dass sich vor allem die östlichen Bundesstaaten, in denen die Mehrzahl der Atomkraftwerke steht, ihrer radioaktiven Abfälle dort entledigen könnten. Seit Jahren kämpfen die Western Shoshone im Verbund mit nationalen Umweltschutzorganisationen für den Stopp des Projektes. 2002 hatte die Regierung unter Präsident George W. Bush die Einrichtung des Endlagers trotz zahlreicher negativer Umweltstudien und gegen die Proteste der Indigenen beschlossen. 2008 erließ das United States Department of Energy den offiziellen Beschluss und die Nuclear Regulatory Commission begann mit der Ausarbeitung der technischen Evaluation.
Unmittelbar nach Amtsantritt von US-Präsident Barack Obama wurde das Projekt im Februar 2009 jedoch einstweilen gestoppt, weil die Erdbebenrisiken der Region um Yucca Mountain neu bewertet wurden. Zudem ist die in den USA zu entsorgende Müllmenge schon seit mindestens 2011 größer als die bisher zugelassene Kapazität für Yucca Mountain. 2012 empfahl eine vom Präsidenten eingesetzte unabhängige Kommission, die Suche nach einem Endlager von Null neu zu beginnen. Insbesondere sollte nach Regionen gesucht werden, die sich freiwillig bereiterklären, das Endlager aufzunehmen. Für die Interimszeit solle ein Zwischenlager errichtet werden. Yucca Mountain könne sich als Standort im Verfahren erneut bewerben.
2013 stellte ein Bundesgericht fest, dass die Nuclear Regulatory Commission verpflichtet sei, die technische Evaluation fertigzustellen, auch wenn die Regierung das Verfahren nicht fortsetzen wolle. Im Januar 2015 legte die Nuclear Regulatory Commission den fünfteiligen Bericht vor und kam zum Schluss, dass aus technischer Sicht ein Endlager in Yucca Mountain nach den Entwurfsplänen geeignet ist. Demgegenüber sieht der im Februar 2015 erstellte Entwurf des US-Bundeshaushalts keine Mittel mehr für Yucca Mountain vor. Nachdem der 114. Kongress der Vereinigten Staaten in beiden Häusern eine Mehrheit der Republikanischen Partei hat, und diese Yucca Mountain unterstützt, gilt die politische Entscheidung als offen (Stand: Februar 2015). Die Nutzung als Endlager stieß aber auf Widerstand der beiden Senatoren aus Nevada. Weitere Zweifel an der Sicherheit kamen auch durch ein Erdbeben mit einer Magnitude von 7,1 am 4. Juli 2019 im nicht allzu weit entfernten Ridgecrest auf.
Der Yucca Mountain war Ausgangspunkt einer Untersuchung zur Atomsemiotik.